# Europese kampioenschappen veldrijden 2023
De 21e editie van de Europese kampioenschappen veldrijden (officieel: UEC European Cyclo-cross Championships 2023) vonden plaats op vrijdag 3 tot en met zondag 5 november in de Franse gemeente Pontchâteau en werden georganiseerd door de UEC.

## Programma
De gemengde estafette werd verreden op vrijdag 3 november 2023. De wedstrijden die op zaterdag waren gepland, werden wegens storm naar zondag 5 november verplaatst.
| Datum         | Tijd          | Categorie          | Leeftijd                    | Geboortejaar                |
| ------------- | ------------- | ------------------ | --------------------------- | --------------------------- |
| Vrijdag 3 nov | 15:15         | Gemengde estafette | Van elke categorie 1 renner | Van elke categorie 1 renner |
| Zondag 5 nov  | 9:00 - 9:40   | Meisjes junioren   | (17 t/m 18 jaar)            | 2006 - 2007                 |
| Zondag 5 nov  | 10:00 - 10:40 | Jongens junioren   | (17 t/m 18 jaar)            | 2006 - 2007                 |
| Zondag 5 nov  | 11:00 - 11:45 | Vrouwen beloften   | (19 t/m 22 jaar)            | 2002 - 2005                 |
| Zondag 5 nov  | 12:50 - 13:40 | Mannen beloften    | (19 t/m 22 jaar)            | 2002 - 2005                 |
| Zondag 5 nov  | 14:00 - 14:50 | Vrouwen elite      | (23 jaar en ouder)          | 2001 en ouder               |
| Zondag 5 nov  | 15:10 - 16:10 | Mannen elite       | (23 jaar en ouder)          | 2001 en ouder               |

## Belgische en Nederlandse selectie

### België[2]
- Mannen elite: Eli Iserbyt, Gerben Kuypers, Witse Meeussen, Thibau Nys, Laurens Sweeck, Niels Vandeputte, Michael Vanthourenhout, Joran Wyseure
- Vrouwen elite: Sanne Cant, Alicia Franck, Marion Norbert-Riberolle, Laura Verdonschot
- Mannen beloften: Arne Baers, Yordi Corsus, Aaron Dockx, Ward Huybs, Yorben Lauryssen, Jente Michels, Victor Van De Putte, Emiel Verstrynge
- Vrouwen beloften: Lotte Baele, Julie Brouwers, Lore De Schepper, Febe De Smedt, Xaydée Van Sinaey
- Jongens junioren: Naud De Clercq, Mathias De Keersmaeker, Miel Dekien, Lennes Jacobs, Fabian Maes, Arthur Van Den Boer, Axel Van Den Broek, Mats Vanden Eynde
- Meiden junioren: Alexe De Raedemaeker, Shanyl De Schoesitter, Sanne Laurijssen

### Nederland[3]
- Mannen elite: Lars van der Haar, Joris Nieuwenhuis, Pim Ronhaar, Ryan Kamp
- Vrouwen elite: Fem van Empel, Ceylin del Carmen Alvarado, Denise Betsema[4], Inge van der Heijden, Manon Bakker, Aniek van Alphen, Annemarie Worst
- Mannen beloften: David Haverdings, Danny van Lierop, Lucas Janssen, Bailey Groenendaal, Guus van den Eijnden, Jelte Jochems
- Vrouwen beloften: Lauren Molengraaf, Leonie Bentveld, Iris Offerein, Femke Gort
- Jongens junioren: Senna Remijn, Keije Solen, Floris Haverdings, Michiel Mouris, Ruud Nagengast, Max Rijvers
- Meiden junioren: Puck Langenbarg, Bloeme Kalis, Sara Sonnemans, Mae Cabaca, Noï Moes, Roxanne Takken, Selena Bas

## Medailleoverzicht
| Onderdeel          | Goud                   | Goud      | Zilver                     | Zilver | Brons               | Brons  |
| ------------------ | ---------------------- | --------- | -------------------------- | ------ | ------------------- | ------ |
| Gemengde estafette | Frankrijk              | 42'47"    | Verenigd Koninkrijk        | +0'33" | België              | +1'07" |
| Mannen             |                        |           |                            |        |                     |        |
| Mannen elite       | Michael Vanthourenhout | 1u 02'13" | Cameron Mason              | +0'07" | Lars van der Haar   | +0'19" |
| Mannen beloften    | Jente Michels          | 52'16"    | Emiel Verstrynge           | +0'25" | Rémi Lelandais      | +0'44" |
| Jongens junioren   | Aubin Sparfel          | 43'49"    | Zsombor Takács             | z.t.   | Jules Simon         | +0'08" |
| Vrouwen            |                        |           |                            |        |                     |        |
| Vrouwen elite      | Fem van Empel          | 52'44"    | Ceylin del Carmen Alvarado | +1'35" | Sara Casasola       | +1'56" |
| Vrouwen beloften   | Zoe Bäckstedt          | 48'46"    | Marie Schreiber            | +0'34" | Kristýna Zemanová   | +1'11" |
| Meiden junioren    | Célia Gery             | 41'06"    | Cat Ferguson               | +0'26" | Viktória Chladonová | +0'31" |

## Resultaten

### Gemengde ploegenestafette
| Gemengde estafette | |         |
| Plaats             | Ploeg | Tijd    |
| Goud               | Frankrijk Aubin Sparfel · Rémi Lelandais · Célia Gery · Electa Gallezot · Hélène Clauzel · Joshua Dubau            | 42'47"  |
| Zilver             | Verenigd Koninkrijk Anna Kay · Daniel Barnes · Imogen Wolff · Oscar Amey · Cat Ferguson · Cameron Mason            | + 33"   |
| Brons              | België Yorben Lauryssen · Naud De Clercq · Xaydee Van Sinaey · Shanyl De Schoesitter · Sanne Cant · Witse Meeussen | + 1'07" |
| 4                  | Tsjechië | + 1'13" |
| 5                  | Italië | + 1'15" |

### Mannen elite

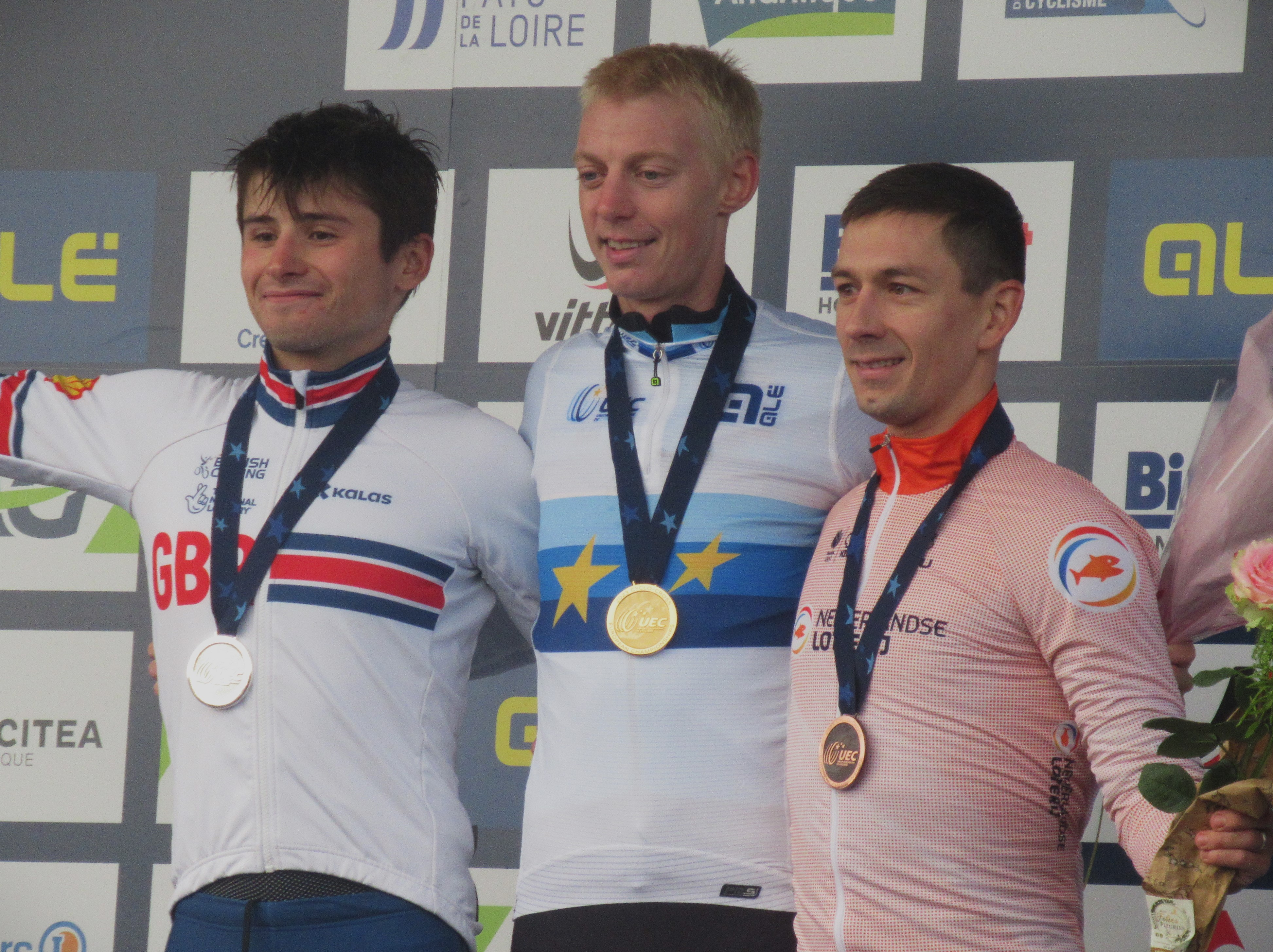
Podium mannen elite

| Plaats                  | Naam                   | Tijd      |
| ----------------------- | ---------------------- | --------- |
| Europeese kampioenstrui | Michael Vanthourenhout | 1u 02'13" |
| Zilver                  | Cameron Mason          | +0'07"    |
| Brons                   | Lars van der Haar      | +0'19"    |
| 4                       | Pim Ronhaar            | +0'21"    |
| 5                       | Ryan Kamp              | +0'44"    |
| 6                       | Eli Iserbyt            | +0'58"    |
| 7                       | Laurens Sweeck         | +1'05"    |
| 8                       | Niels Vandeputte       | +1'14"    |
| 9                       | Felipe Orts            | +1'23"    |
| 10                      | Witse Meeussen         | +1'39"    |

### Vrouwen elite

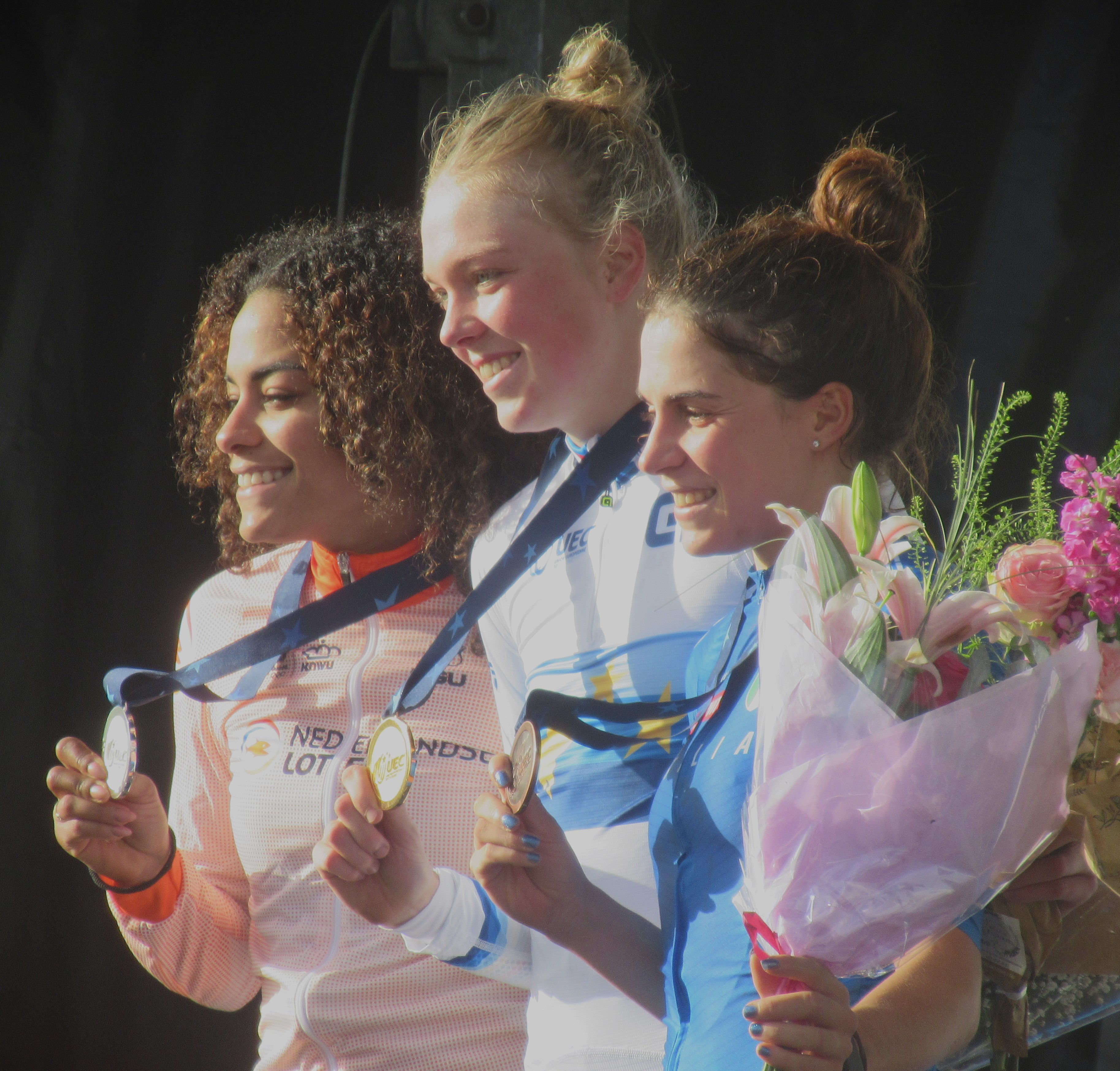
Podium vrouwen elite

| Plaats                  | Naam                       | Tijd   |
| ----------------------- | -------------------------- | ------ |
| Europeese kampioenstrui | Fem van Empel              | 52'44" |
| Zilver                  | Ceylin del Carmen Alvarado | +1'35" |
| Brons                   | Sara Casasola              | +1'56" |
| 4                       | Inge van der Heijden       | +2'39" |
| 5                       | Aniek van Alphen           | +3'06" |
| 6                       | Marion Norbert-Riberolle   | +3'18" |
| 7                       | Anna Kay                   | +3'24" |
| 8                       | Sanne Cant                 | +3'44" |
| 9                       | Laura Verdonschot          | +3'58" |
| 10                      | Amandine Fouquenet         | +4'15" |

### Mannen beloften

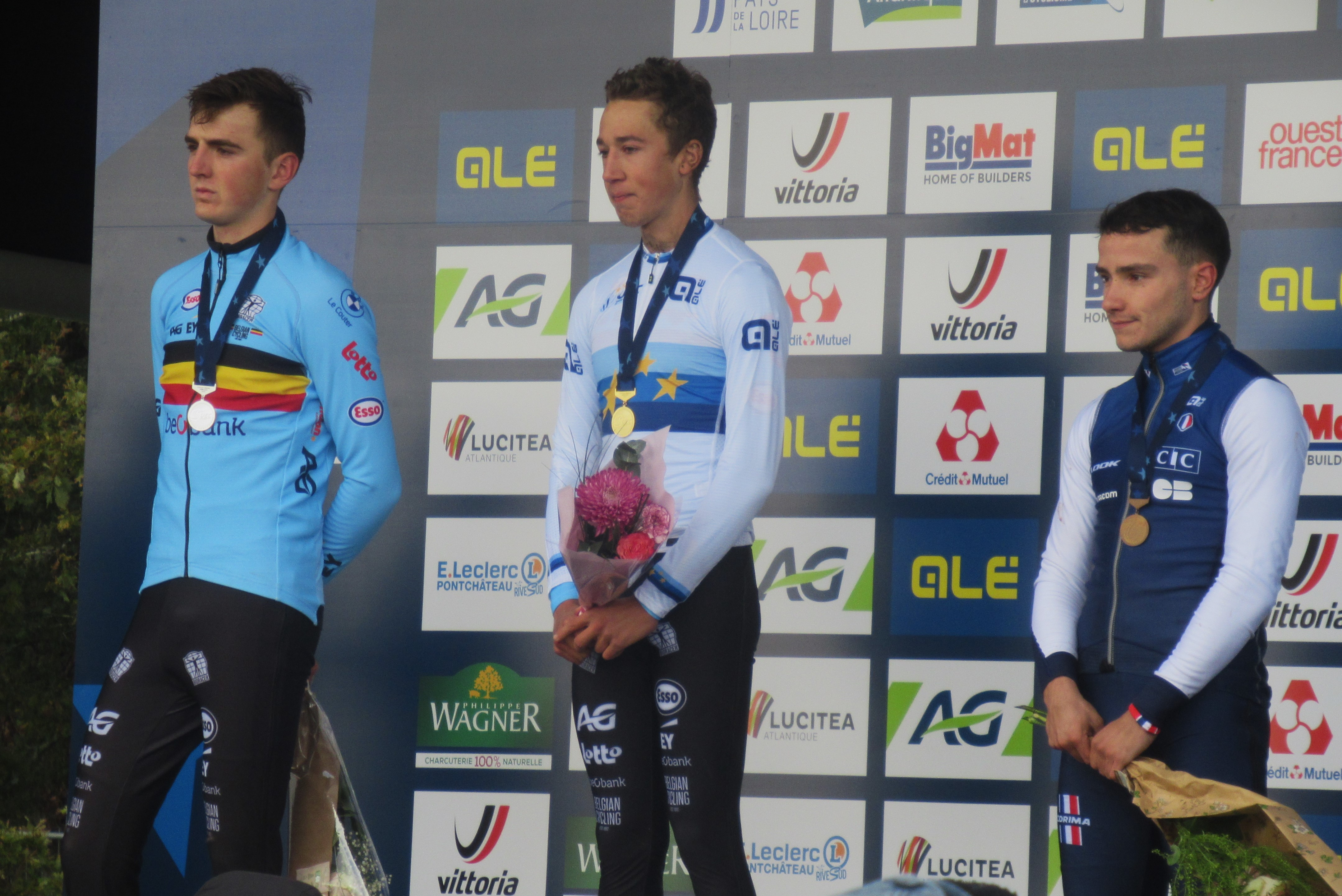
Podium mannen beloften

| Plaats                  | Naam                | Tijd   |
| ----------------------- | ------------------- | ------ |
| Europeese kampioenstrui | Jente Michels       | 52'16" |
| Zilver                  | Emiel Verstrynge    | +0'25" |
| Brons                   | Rémi Lelandais      | +0'44" |
| 4                       | Ward Huybs          | +1'02" |
| 5                       | Victor Van De Putte | +1'19" |
| 6                       | Dario Lillo         | +1'29" |
| 7                       | Nathan Bommenel     | +1'30" |
| 8                       | Corentin Lequet     | +1'40" |
| 9                       | Yorben Lauryssen    | +1'49" |
| 10                      | Léo Bisiaux         | +2'04" |

### Vrouwen beloften

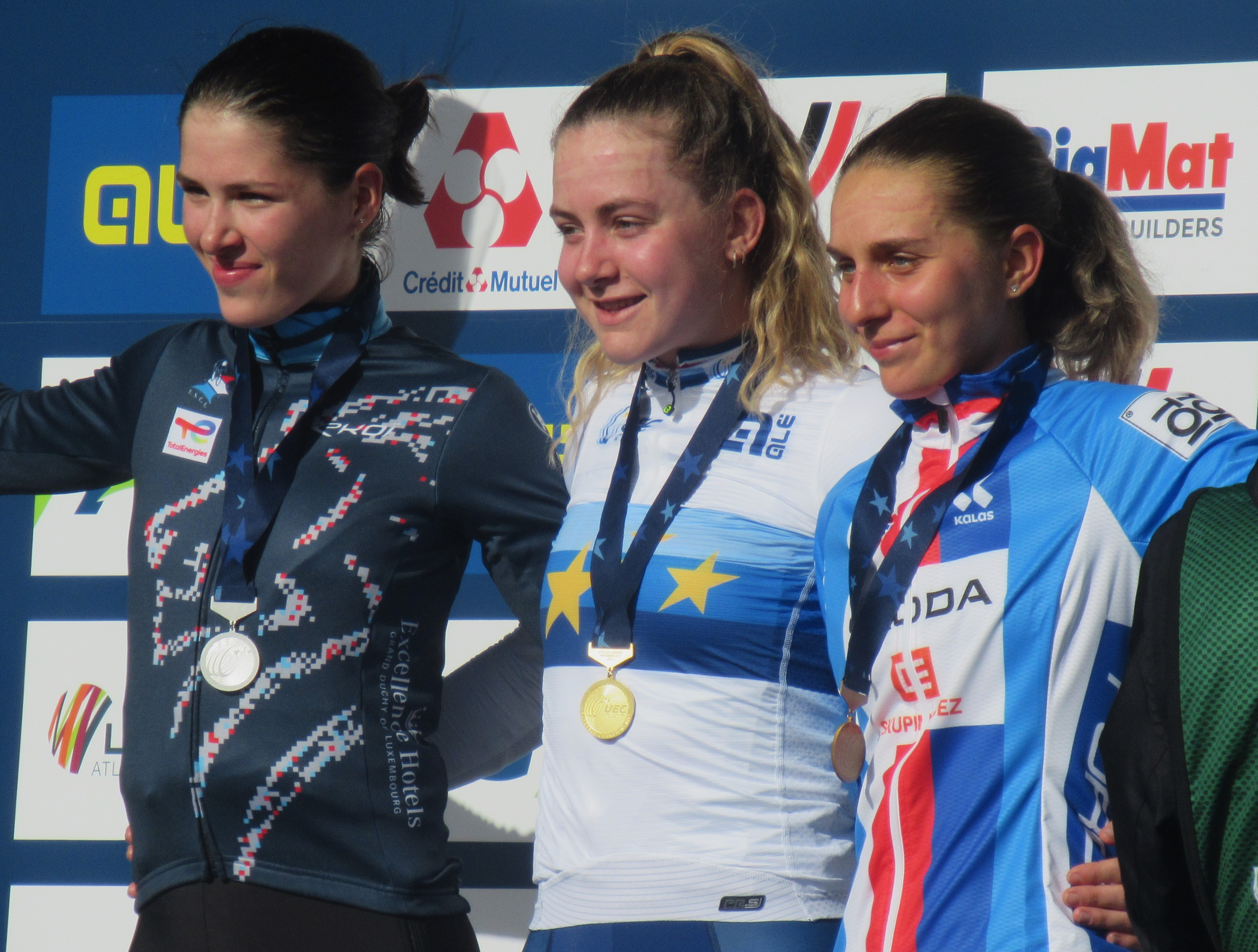
Podium vrouwen beloften

| Plaats                  | Naam               | Tijd    |
| ----------------------- | ------------------ | ------- |
| Europeese kampioenstrui | Zoe Bäckstedt      | 48'46"  |
| Zilver                  | Marie Schreiber    | + 34"   |
| Brons                   | Kristýna Zemanová  | + 1'11" |
| 4                       | Leonie Bentveld    | + 1'39" |
| 5                       | Lauren Molengraaf  | + 2'36" |
| 6                       | Olivia Onesti      | + 3'13" |
| 7                       | Xaydee Van Sinaey  | + 3'46" |
| 8                       | Julie Brouwers     | + 4'11" |
| 9                       | Katerina Hladíková | + 4'22" |
| 10                      | Giada Borghesi     | + 4'30" |

### Jongens junioren

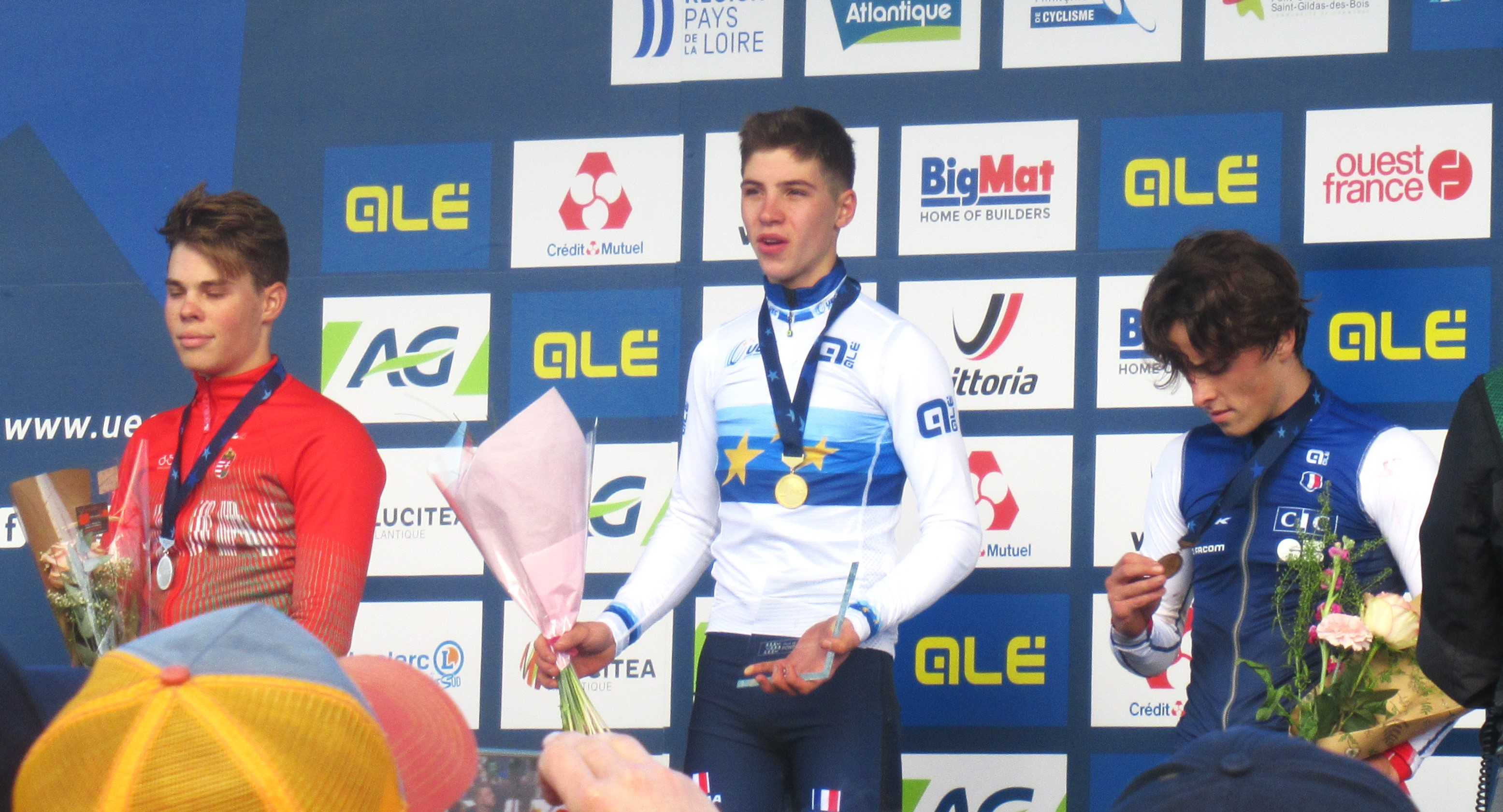
Podium mannen junioren

| Plaats                  | Naam                 | Tijd    |
| ----------------------- | -------------------- | ------- |
| Europeese kampioenstrui | Aubin Sparfel        | 43'49"  |
| Zilver                  | Zsombor Takács       | z.t.    |
| Brons                   | Jules Simon          | + 8"    |
| 4                       | Stefano Viezzi       | + 9"    |
| 5                       | Barnabás Vas         | + 30"   |
| 6                       | Paul Seixas          | + 38"   |
| 7                       | Keije Solen          | + 50"   |
| 8                       | Louis Tanguy         | + 53"   |
| 9                       | Maxime Vezie         | + 58"   |
| 10                      | Mattia Agostinacchio | + 1'14" |

### Meiden junioren

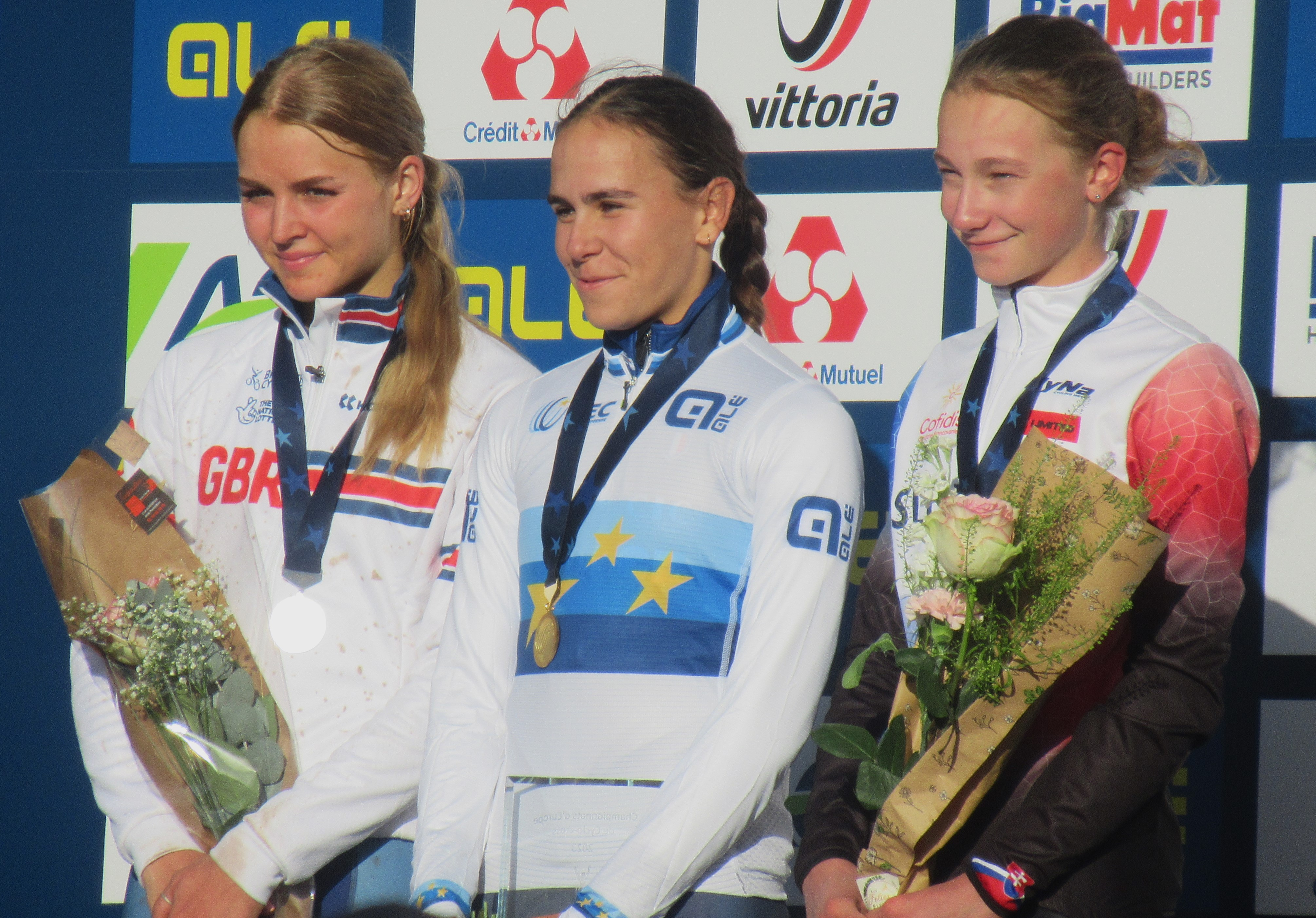
Podium vrouwen junioren

| Plaats                  | Naam                | Tijd    |
| ----------------------- | ------------------- | ------- |
| Europeese kampioenstrui | Célia Gery          | 41'06"  |
| Zilver                  | Cat Ferguson        | + 26"   |
| Brons                   | Viktória Chladonová | + 31"   |
| 4                       | Amandine Muller     | + 2'12" |
| 5                       | Imogen Wolff        | + 2'23" |
| 6                       | Sofia Ungerová      | + 2'24" |
| 7                       | Amálie Gottwaldová  | + 2'33" |
| 8                       | Katerina Douderová  | + 2'37" |
| 9                       | Daniela Hezinová    | + 2'48" |
| 10                      | Puck Langenbarg     | + 2'54" |

## Medaillespiegel
| Plaats | Land                | Goud | Zilver | Brons | Totaal |
| 1      | Frankrijk           | 3    | 0      | 2     | 5      |
| 2      | België              | 2    | 1      | 1     | 4      |
| 3      | Verenigd Koninkrijk | 1    | 3      | 0     | 4      |
| 4      | Nederland           | 1    | 1      | 1     | 3      |
| 5      | Hongarije           | 0    | 1      | 0     | 1      |
| 5      | Luxemburg           | 0    | 1      | 0     | 1      |
| 7      | Italië              | 0    | 0      | 1     | 1      |
| 7      | Slowakije           | 0    | 0      | 1     | 1      |
| 7      | Tsjechië            | 0    | 0      | 1     | 1      |
| Totaal | Totaal              | 7    | 7      | 7     | 21     |

## Reglementen

### Landenquota
Nationale federaties mogen per categorie het volgende aantal deelnemers inschrijven:
- 8 rijders + 4 reserve rijders

### Startvolgorde
De startvolgorde per categorie is als volgt:
1. Meest recente UCI ranking veldrijden
2. Niet gerangschikte renners: per land in rotatie (o.b.v. het landenklassement van het laatste WK). De startvolgorde van niet gerangschikte renners binnen een team wordt bepaald door de nationale federatie.

### Prijzengeld
In onderstaande tabel vindt u de verdeling van het prijzengeld per categorie:
| Pos.   | Mannen elite | Vrouwen elite | Mannen U23 | Vrouwen U23 | Jongens junioren | Meisjes junioren |
| ------ | ------------ | ------------- | ---------- | ----------- | ---------------- | ---------------- |
| 1.     | € 1.400      | € 1.400       | € 700      | € 700       | € 350            | € 350            |
| 2.     | € 800        | € 800         | € 400      | € 400       | € 200            | € 200            |
| 3.     | € 600        | € 600         | € 300      | € 300       | € 150            | € 150            |
| Totaal | € 2.800      | € 2.800       | € 1.400    | € 1.400     | € 700            | € 700            |

## Uitzendschema
| Land      | Zender                               | Datum               | Tijd          | Categorie                      |
| --------- | ------------------------------------ | ------------------- | ------------- | ------------------------------ |
| Europa    | Eurosport Player (digitaal platform) | Zaterdag 4 november | 13:20 - 14:45 | Mannen beloften (live)         |
| Europa    | Eurosport Player (digitaal platform) | Zaterdag 4 november | 14:50 - 16:15 | Vrouwen elite (live)           |
| Europa    | Eurosport Player (digitaal platform) | Zondag 5 november   | 13:20 - 14:40 | Vrouwen beloften (live)        |
| Europa    | Eurosport Player (digitaal platform) | Zondag 5 november   | 14:50 - 16:00 | Mannen elite (live)            |
| België    | Eén (Sporza)                         | Zaterdag 4 november | 13:30 - 14:45 | Mannen beloften (live)         |
| België    | Eén (Sporza)                         | Zaterdag 4 november | 15:00 - 16:15 | Vrouwen elite (live)           |
| België    | Eén (Sporza)                         | Zondag 5 november   | 13:30 - 14:45 | Vrouwen beloften (live)        |
| België    | Eén (Sporza)                         | Zondag 5 november   | 15:00 - 16:25 | Mannen elite (live)            |
| Frankrijk | L'Équipe TV                          | Zaterdag 4 november | 13:30 - 14:45 | Mannen beloften (live)         |
| Frankrijk | L'Équipe TV                          | Zaterdag 4 november | 15:00 - 16:15 | Vrouwen elite (live)           |
| Frankrijk | L'Équipe TV                          | Zondag 5 november   | 13:30 - 14:45 | Vrouwen beloften (live)        |
| Frankrijk | L'Équipe TV                          | Zondag 5 november   | 15:00 - 16:25 | Mannen elite (live)            |
| Frankrijk | Eurosport 2                          | Zaterdag 4 november | 13:20 - 14:45 | Mannen beloften (live)         |
| Frankrijk | Eurosport 2                          | Zaterdag 4 november | 14:50 - 16:15 | Vrouwen elite (live)           |
| Frankrijk | Eurosport 2                          | Zondag 5 november   | 13:20 - 14:40 | Vrouwen beloften (live)        |
| Frankrijk | Eurosport 2                          | Zondag 5 november   | 14:50 - 16:00 | Mannen elite (live)            |
| Nederland | NPO 1 (NOS)                          | Zaterdag 4 november | 15:00 - 16:15 | Vrouwen elite (live)           |
| Nederland | NPO 1 (NOS)                          | Zondag 5 november   | 15:00 - 16:20 | Mannen elite (live)            |
| Nederland | Eurosport 1                          | Zaterdag 4 november | 13:20 - 14:45 | Mannen beloften (live)         |
| Nederland | Eurosport 1                          | Zaterdag 4 november | 14:50 - 16:15 | Vrouwen elite (live)           |
| Nederland | Eurosport 1                          | Zondag 5 november   | 13:20 - 14:40 | Vrouwen beloften (live)        |
| Nederland | Eurosport 1                          | Zondag 5 november   | 14:50 - 16:00 | Mannen elite (live)            |
| Polen     | TVP Sport                            | Zaterdag 4 november | 14:55 - 16:00 | Vrouwen elite (live)           |
| Polen     | TVP Sport                            | Zondag 5 november   | 14:55 - 16:10 | Mannen elite (live)            |
| Slowakije | RTV                                  | Zaterdag 4 november | 13:25 - 14:30 | Mannen beloften (live)         |
| Slowakije | RTV                                  | Zaterdag 4 november | 15:00 - 16:15 | Vrouwen elite (live streaming) |
| Slowakije | RTV                                  | Zondag 5 november   | 13:25 - 14:20 | Vrouwen beloften (live)        |
| Slowakije | RTV                                  | Zondag 5 november   | 15:00 - 16:25 | Mannen elite (live streaming)  |